# Caurel (Marne)
Pour les articles homonymes, voir Caurel.
Caurel est une commune française, située dans le département de la Marne en région Grand Est.
Ses habitants sont appelés les Caurellois.

## Géographie
|                 | Pomacle |          |
| Witry-lès-Reims | Caurel  | Lavannes |
|                 | Berru   |          |

### Hydrographie
La commune est dans la région hydrographique « la Seine du confluent de l'Oise (inclus) à l'embouchure » au sein du bassin Seine-Normandie. Elle n'est drainée par aucun cours d'eau,.

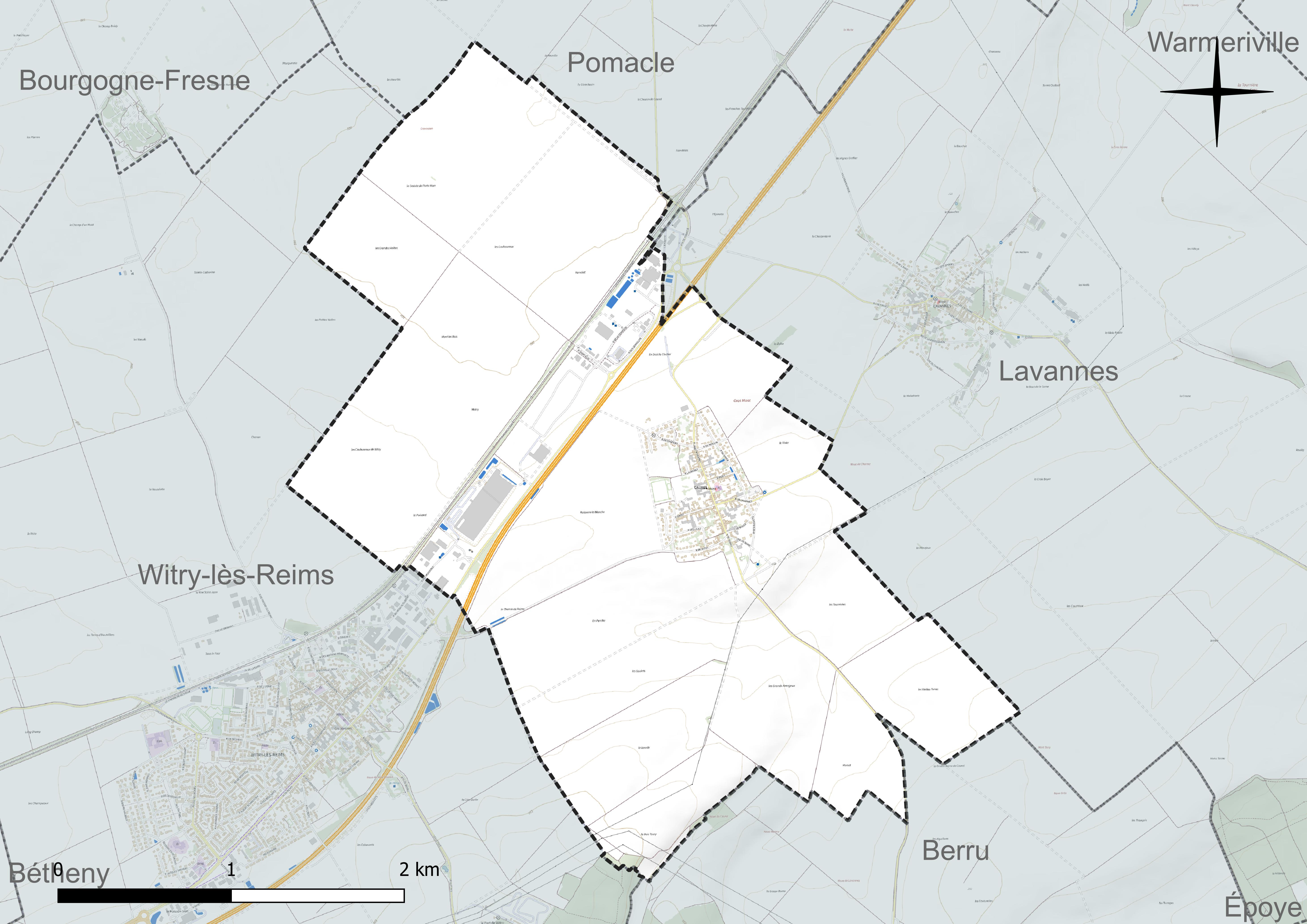
Réseau hydrographique de Caurel.

### Climat
Pour des articles plus généraux, voir Climat du Grand Est et Climat de la Marne.
En 2010, le climat de la commune est de type climat océanique dégradé des plaines du Centre et du Nord, selon une étude du Centre national de la recherche scientifique s'appuyant sur une série de données couvrant la période 1971-2000. En 2020, Météo-France publie une typologie des climats de la France métropolitaine dans laquelle la commune est exposée à un climat océanique altéré et est dans la région climatique  Nord-est du bassin Parisien, caractérisée par un ensoleillement médiocre, une pluviométrie moyenne régulièrement répartie au cours de l’année et un hiver froid (3 °C).
Pour la période 1971-2000, la température annuelle moyenne est de 10,3 °C, avec une amplitude thermique annuelle de 15,6 °C. Le cumul annuel moyen de précipitations est de 702 mm, avec 11,6 jours de précipitations en janvier et 8 jours en juillet. Pour la période 1991-2020, la température moyenne annuelle observée sur la station météorologique de Météo-France la plus proche, « Mailly-civc », sur la commune de Mailly-Champagne à 17 km à vol d'oiseau, est de 11,2 °C et le cumul annuel moyen de précipitations est de 755,5 mm. 
La température maximale relevée sur cette station est de 39,8 °C, atteinte le 25 juillet 2019 ; la température minimale est de −20 °C, atteinte le 16 janvier 1985,,.
Les paramètres climatiques de la commune ont été estimés pour le milieu du siècle (2041-2070) selon différents scénarios d'émission de gaz à effet de serre à partir des nouvelles projections climatiques de référence DRIAS-2020. Ils sont consultables sur un site dédié publié par Météo-France en novembre 2022.

## Urbanisme

### Typologie
Au 1er janvier 2024, Caurel est catégorisée commune rurale à habitat dispersé, selon la nouvelle grille communale de densité à sept niveaux définie par l'Insee en 2022.
Elle est située hors unité urbaine. Par ailleurs la commune fait partie de l'aire d'attraction de Reims, dont elle est une commune de la couronne,. Cette aire, qui regroupe 294 communes, est catégorisée dans les aires de 200 000 à moins de 700 000 habitants,.

### Occupation des sols
L'occupation des sols de la commune, telle qu'elle ressort de la base de données européenne d’occupation biophysique des sols Corine Land Cover (CLC), est marquée par l'importance des territoires agricoles (92,2 % en 2018), en diminution par rapport à 1990 (96,8 %). La répartition détaillée en 2018 est la suivante : 
terres arables (90,1 %), zones urbanisées (4,8 %), zones industrielles ou commerciales et réseaux de communication (2,9 %), zones agricoles hétérogènes (2,1 %), forêts (0,1 %). L'évolution de l’occupation des sols de la commune et de ses infrastructures peut être observée sur les différentes représentations cartographiques du territoire : la carte de Cassini (XVIIIe siècle), la carte d'état-major (1820-1866) et les cartes ou photos aériennes de l'IGN pour la période actuelle (1950 à aujourd'hui).

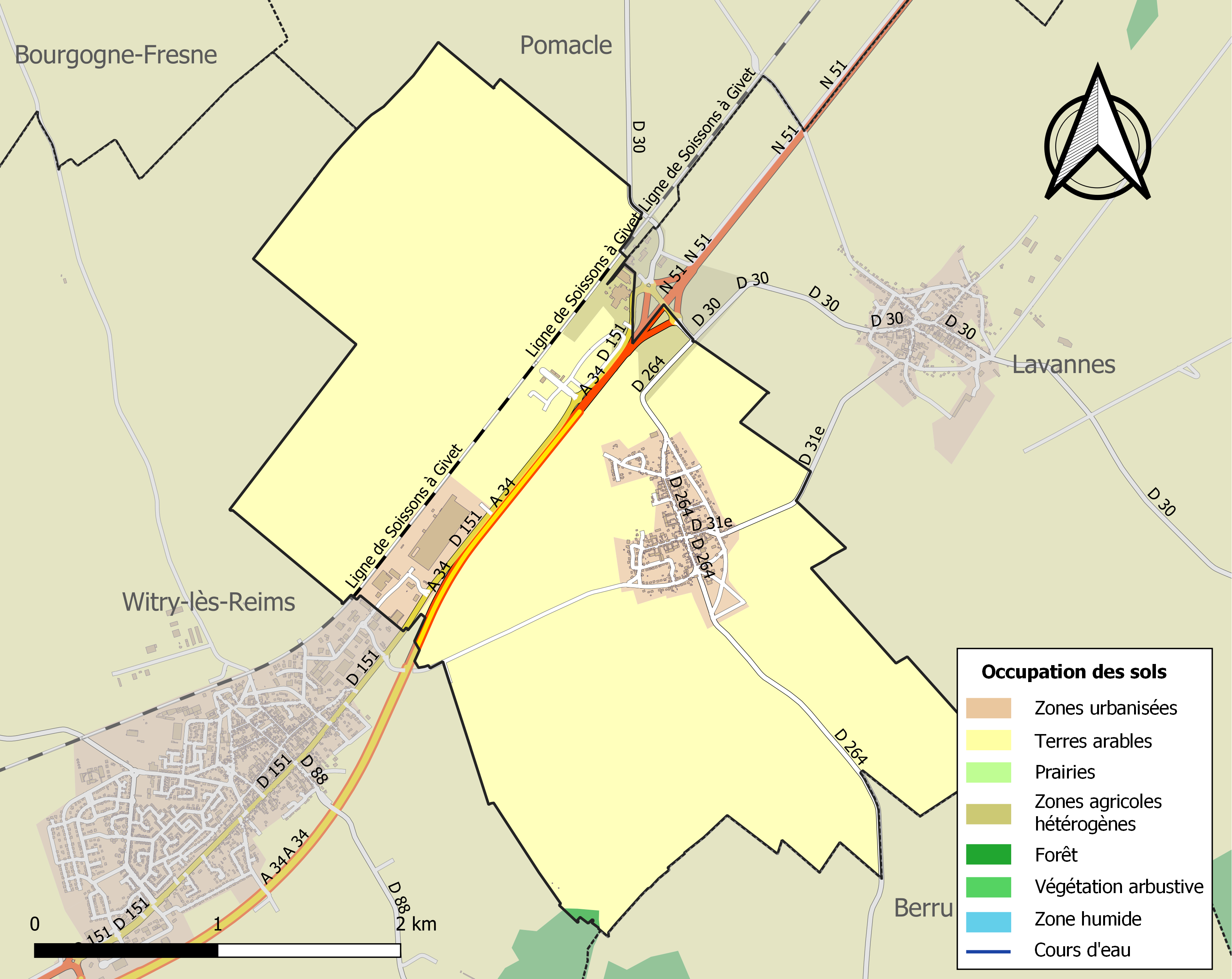
Carte des infrastructures et de l'occupation des sols de la commune en 2018 (CLC).

## Toponymie
Cité comme Correllum (1190) ; Correel (1249) ; Caurel (1252) ; Chaureel, Caureel (vers 1260) ; Corellum juxta Lavannam (1265) ; Caurellum juxta Lavannam (1282) ; Chaurel (1324) ; Caurrel (1333) ; Caurel-lez-Lavenne (1446) ; Caurelles les Lavannes (1804).
C'est un toponyme désignant un « petit bois de coudriers » (noisetiers). De l'oïl caure « noisetier » et du suffixe diminutif -el : « petit noisetier », près de Lavannes.

## Histoire
La commune est décorée de la Croix de guerre 1914-1918 le 1er octobre 1920.
La gare de Lavannes - Caurel, désormais fermée, fait partie des bâtiments détruits lors du conflit. Le bâtiment d'origine était identique à celui de la gare de Saint-Brice-Courcelles ; une halte « Est » type « Reconstruction » a été bâtie après le conflit.

## Politique et administration
| Période                                  | Période  | Identité             | Étiquette | Qualité |
| ---------------------------------------- | -------- | -------------------- | --------- | ------- |
| Les données manquantes sont à compléter. |          |                      |           |         |
| 1879                                     |          | Ponsinet             |           |         |
| avant 1988                               | ?        | Yves Bobin           |           |         |
| 2008                                     | 2014     | Jean-Michel Beaulieu |           |         |
| 2014                                     | mai 2020 | Christian Tremlet    |           |         |
| mai 2020                                 | En cours | Denis Lhotelain      |           |         |

## Démographie
L'évolution du nombre d'habitants est connue à travers les recensements de la population effectués dans la commune depuis 1793. Pour les communes de moins de 10 000 habitants, une enquête de recensement portant sur toute la population est réalisée tous les cinq ans, les populations de référence des années intermédiaires étant quant à elles estimées par interpolation ou extrapolation. Pour la commune, le premier recensement exhaustif entrant dans le cadre du nouveau dispositif a été réalisé en 2004.

En 2022, la commune comptait 696 habitants, en évolution de +9,09 % par rapport à 2016 (Marne : −1,19 %, France hors Mayotte : +2,11 %).
| 1793 | 1800 | 1806 | 1821 | 1831 | 1836 | 1841 | 1846 | 1851 |
| ---- | ---- | ---- | ---- | ---- | ---- | ---- | ---- | ---- |
| 507  | 471  | 471  | 502  | 590  | 557  | 594  | 602  | 617  |

| 1856 | 1861 | 1866 | 1872 | 1876 | 1881 | 1886 | 1891 | 1896 |
| ---- | ---- | ---- | ---- | ---- | ---- | ---- | ---- | ---- |
| 610  | 589  | 577  | 540  | 514  | 487  | 458  | 438  | 440  |

| 1901 | 1906 | 1911 | 1921 | 1926 | 1931 | 1936 | 1946 | 1954 |
| ---- | ---- | ---- | ---- | ---- | ---- | ---- | ---- | ---- |
| 441  | 401  | 416  | 258  | 319  | 299  | 294  | 329  | 345  |

| 1962 | 1968 | 1975 | 1982 | 1990 | 1999 | 2004 | 2006 | 2009 |
| ---- | ---- | ---- | ---- | ---- | ---- | ---- | ---- | ---- |
| 335  | 328  | 390  | 499  | 576  | 604  | 651  | 650  | 650  |

| 2014 | 2019 | 2022 | - | - | - | - | - | - |
| ---- | ---- | ---- | - | - | - | - | - | - |
| 614  | 689  | 696  | - | - | - | - | - | - |

## Culture locale et patrimoine

### Lieux et monuments

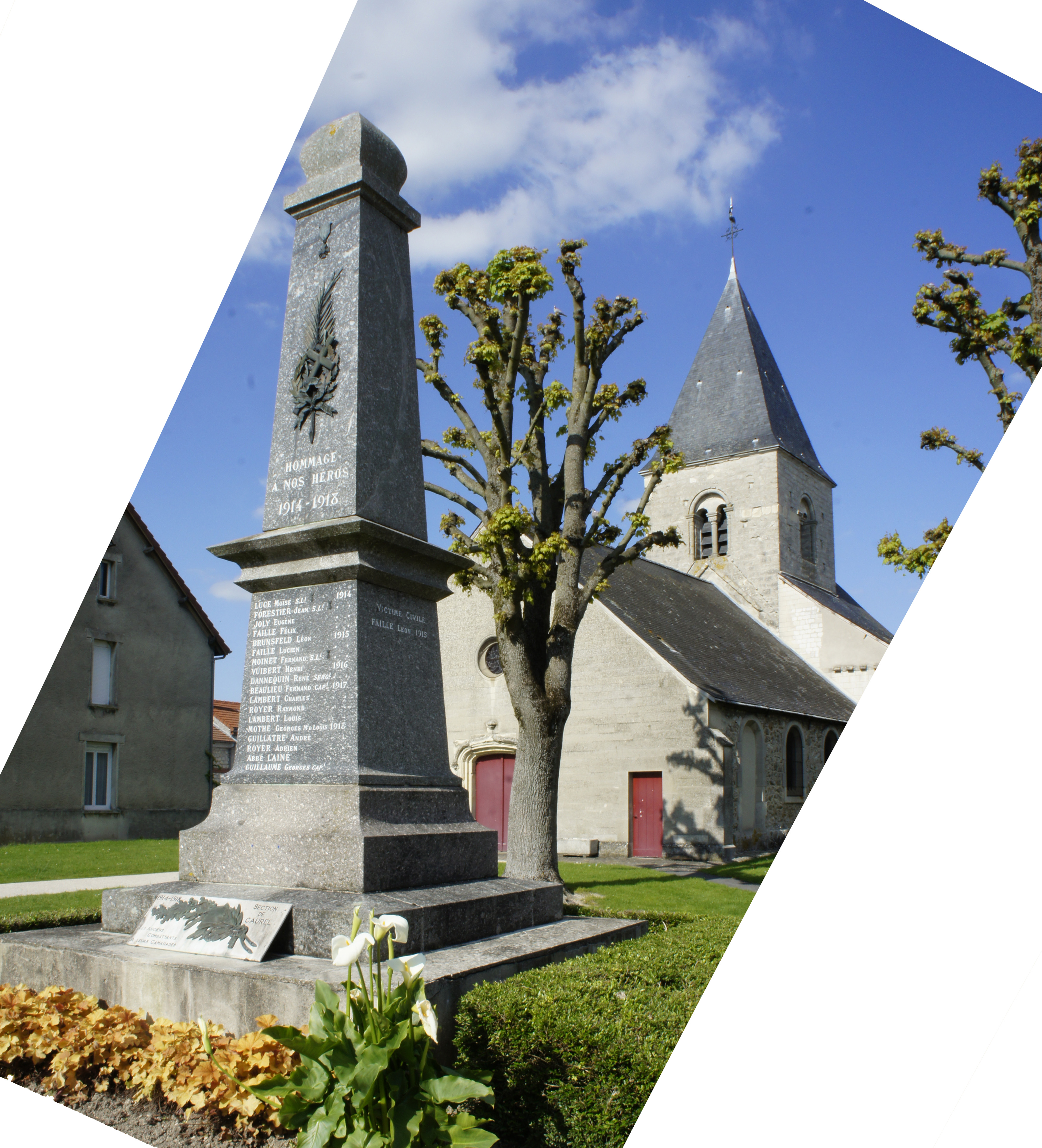
L'église et le monument aux morts.

- L'église Saint-Basle date du XIIe siècle. Elle est classée monument historique en 1921[25].
- Le monument aux morts de la Première Guerre mondiale a été construit en 1928[26].

### Personnalités liées à la commune
- Mathieu Rameix, né le 18 juillet 1983, réalisateur.
- Julien Rameix, créateur de la web série Magie 2 rue.

### Héraldique
| Blason de Caurel | Blason  | Parti d'argent et d'or à la branche de coudrier de sinople posée en barre brochant sur la partition ; le tout sommé d'un chef potencé d'azur chargé d'une fontaine fascée ondée d'argent et aussi d'azur de six pièces accostée de deux moutons affrontés aussi d'argent. |
| Blason de Caurel | Détails | Le statut officiel du blason reste à déterminer. |